# Riverboat

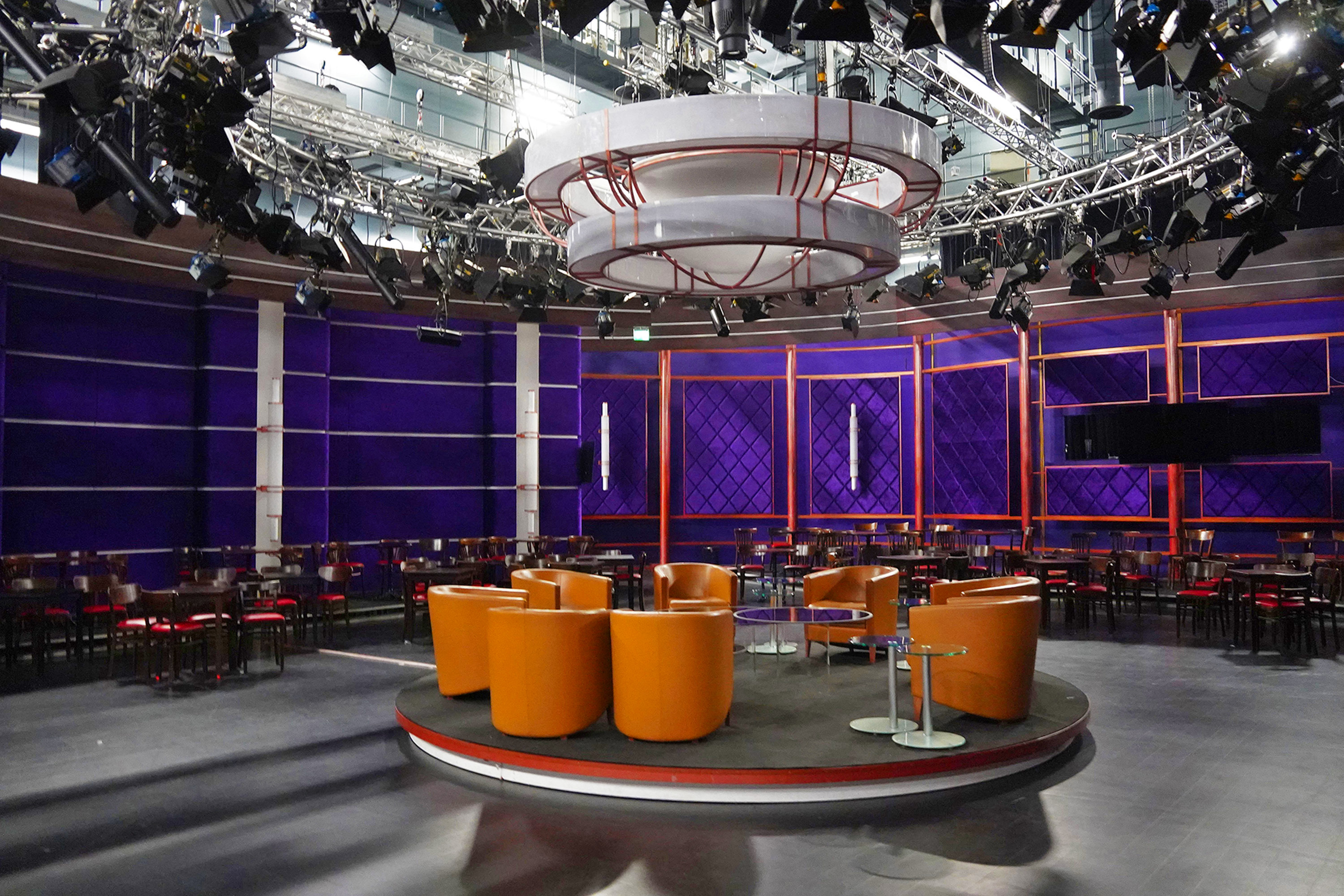
Das aktuelle Studio in der Media City Leipzig

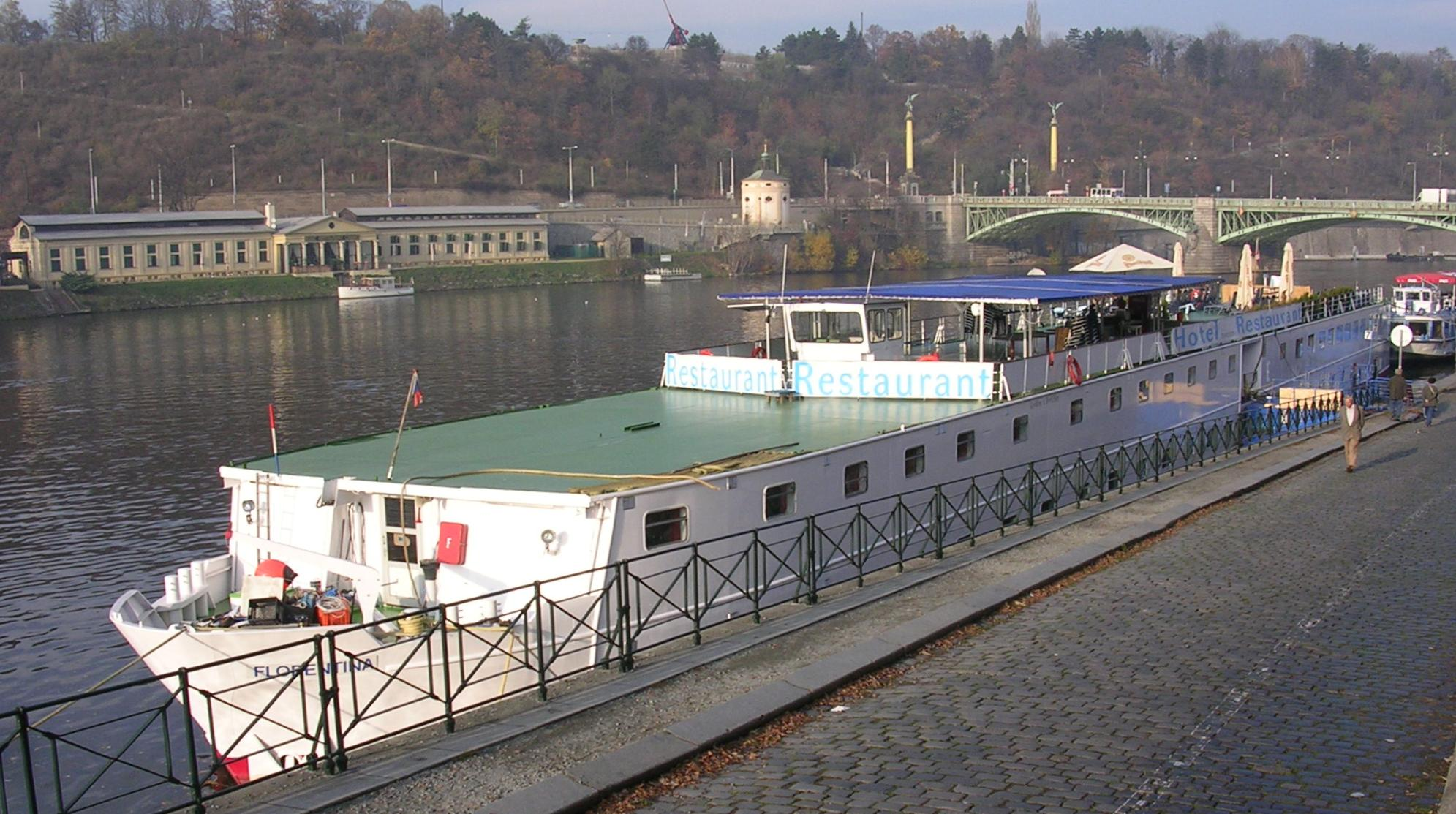
Die MS Florentina fungierte und war bis zum Jahr 2000 in Dresden der ursprüngliche Standort vom Riverboat. Nach seinem Umbau im Jahr 2008 wird es in Tschechien als Restaurant- und Hotelschiff in Prag auf der Moldau genutzt.

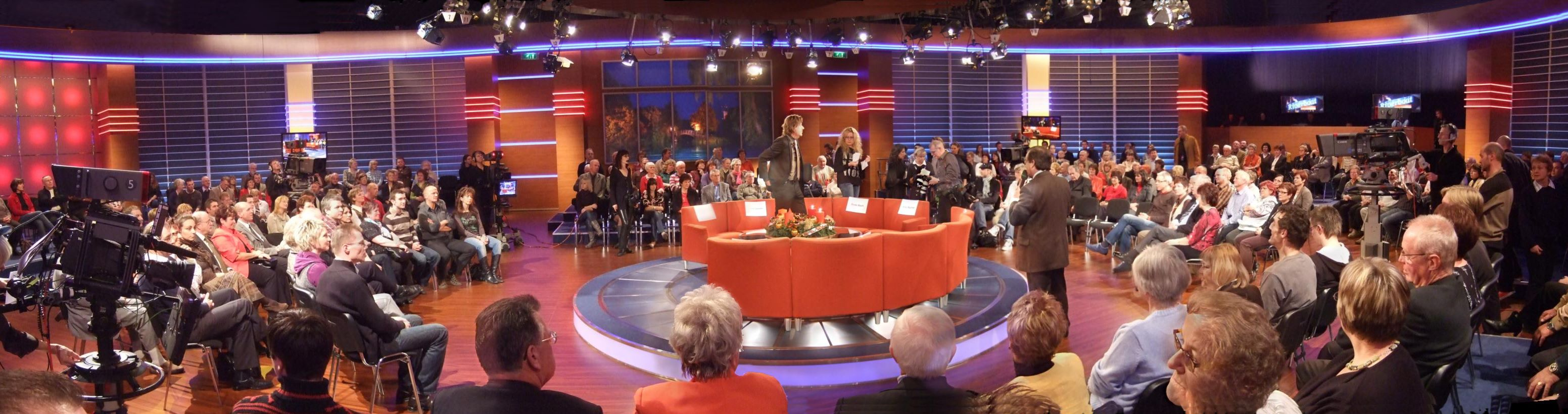
Das alte Studio (bis 2012) in der Media City Leipzig

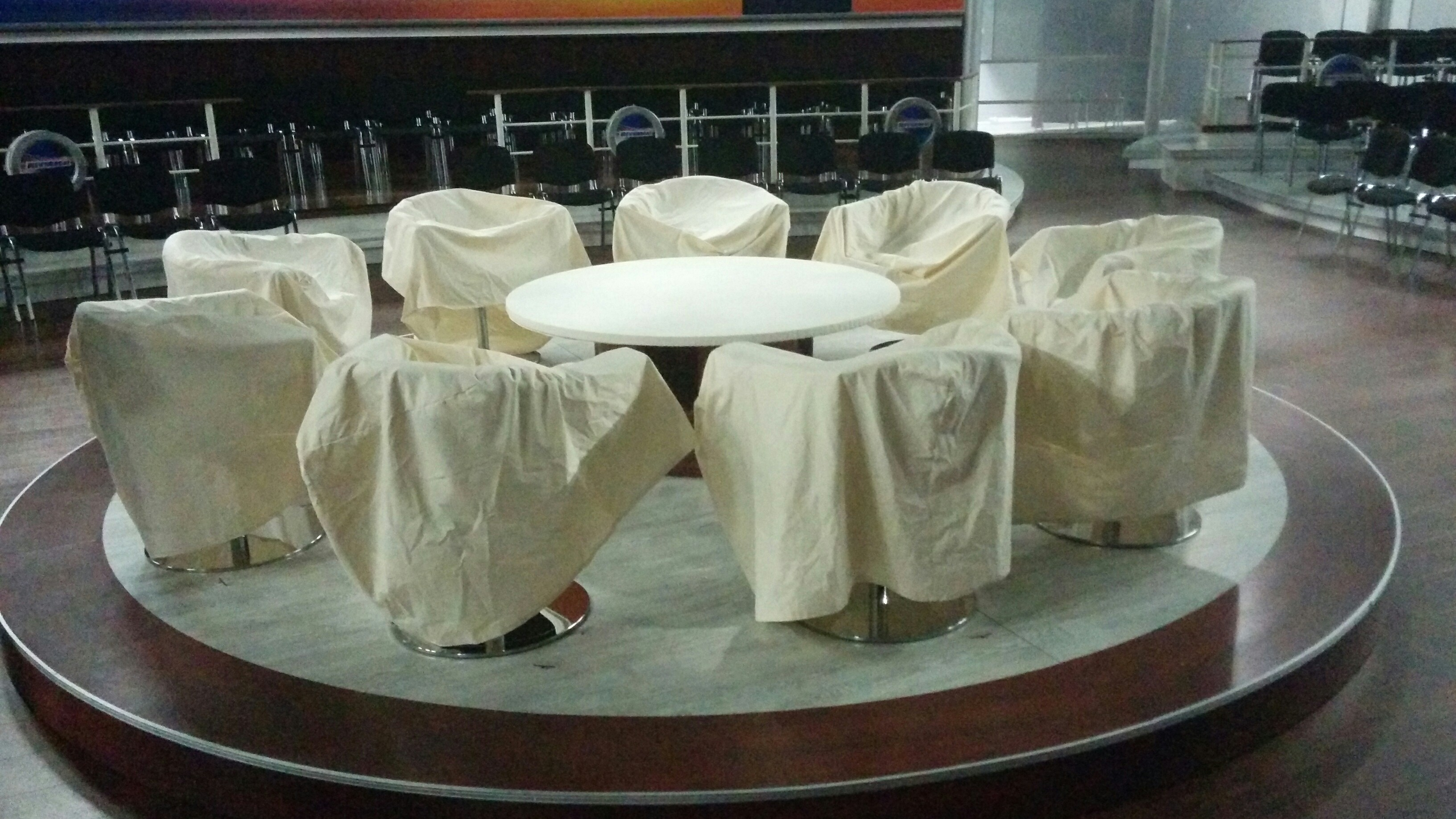
Sitzgruppe der Talkshow-Gäste (2014)

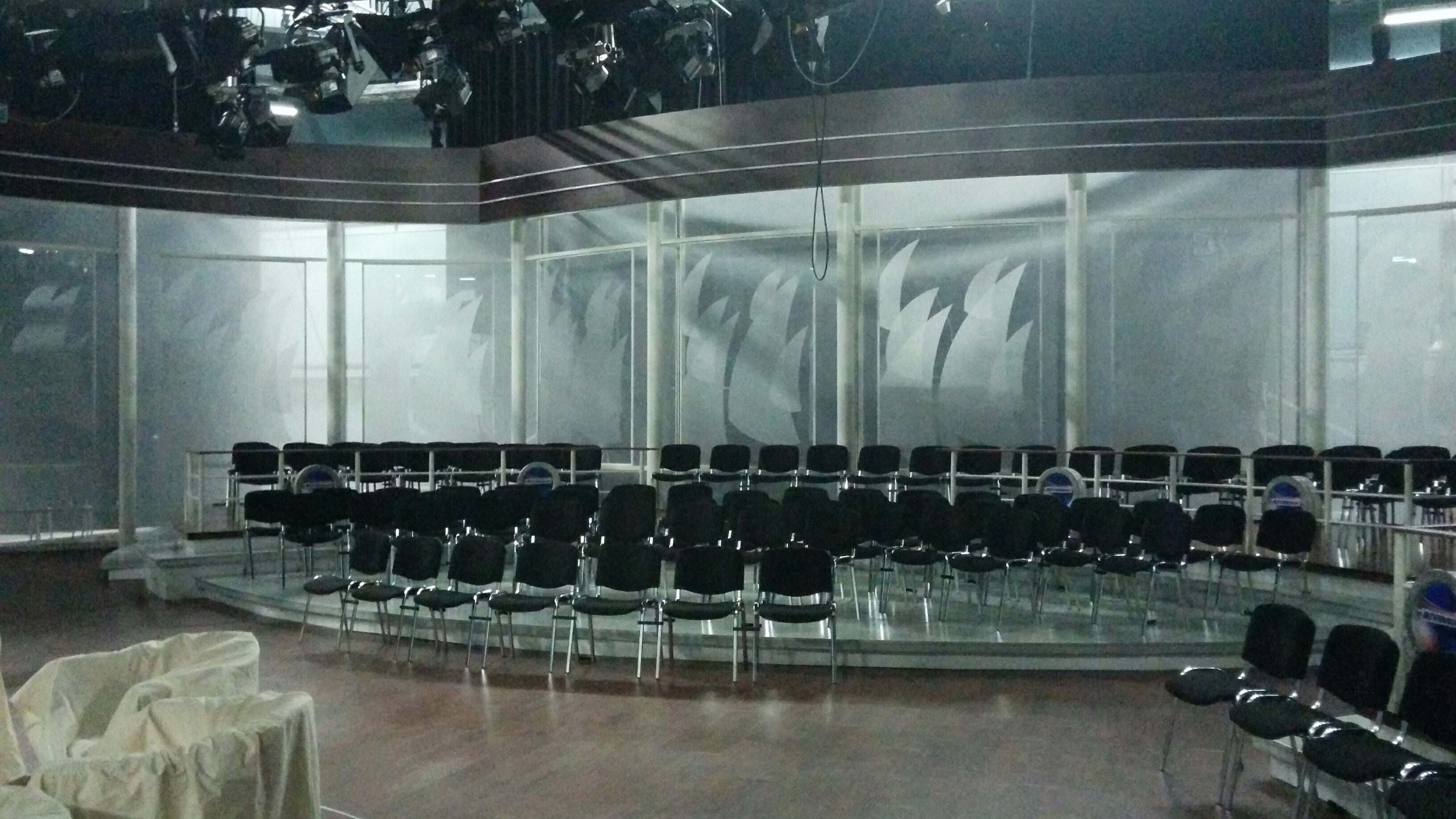
Studio (2014)

Riverboat ist eine Talkshow des Mitteldeutschen Rundfunks sowie ein Gebäude in Leipzig, aus dem die Sendung früher ausgestrahlt wurde.

## Fernsehsendung
Die Talkshow wurde ab Januar 1992 zunächst wöchentlich als MDR-Club von der Dresden und ab April 1992 von der Florentina ausgestrahlt, zwei auf der Elbe in Dresden gelegenen Schiffen.
Im Januar 1994 wurde die Sendung in Riverboat umbenannt und bis 2016 vierzehntäglich gesendet. Seit dem Jahre 2000 befindet sich das Studio in Leipzig. Von 2003 bis 2008 wurde die Sendung dort in der Riverboat-Bühne produziert. Seit September 2008 wird sie aus dem Studio 3 der Media City Leipzig gesendet.
Am 15. Oktober 2021 ist der Rundfunk Berlin-Brandenburg in die Produktion des Riverboats eingestiegen. Die Sendung kam seitdem im wöchentlichen Wechsel aus Leipzig und Berlin mit zwei verschiedenen Moderationsteams. Mit der letzten Sendung am 18. November 2022 aus Berlin endete diese Kooperation. Seitdem wird Riverboat wieder ausschließlich vom MDR in Leipzig produziert.

## Moderatoren
| Moderator/in              | Jahre                                 |
| Aktuelle                  | Aktuelle                              |
| ------------------------- | ------------------------------------- |
| Kim Fisher                | 1998–2005, seit 2014                  |
| Klaus Brinkbäumer         | seit 2023                             |
| Matze Knop                | seit 2023                             |
| Wolfgang Lippert          | seit 2023                             |
| Joachim Llambi            | seit 2024                             |
| Ehemalige                 |                                       |
| Jan Hofer                 | 1992–2012                             |
| Hans-Erich Bilges         | 1992–1993                             |
| Antje Garden              | 1992–1993                             |
| Ulli Klein                | 1992–1993                             |
| Barbara Molsen            | 1992                                  |
| Janine Strahl-Oesterreich | 1992                                  |
| Christel Cohn-Vossen      | 1993                                  |
| Michel Friedman           | 1993–1994                             |
| Hilde Heim                | 1993–1994                             |
| Andrea Horn               | 1993–1994                             |
| Birgit Lehmann            | 1993                                  |
| Christiane Gerboth        | 1994–1996                             |
| Peter Stefan Herbst       | 1994–1996                             |
| Carmen Krickau            | 1994                                  |
| Petra Schwarz             | 1994                                  |
| Madeleine Wehle           | 1996–1998                             |
| Jörg Kachelmann           | 1997, 1999–2004, 2007–2009, 2019–2022 |
| Klaus-Peter Grap          | 1998–1999                             |
| Carsten Weidling          | 2004–2005                             |
| Else Buschheuer           | 2005–2006                             |
| Roberto Cappelluti        | 2005–2006                             |
| Andrea Kiewel             | 2007                                  |
| Günter Struve             | 2009–2010                             |
| Mareile Höppner           | 2009–2012                             |
| Ruth Moschner             | 2010–2013                             |
| René Kindermann           | 2013–2016                             |
| Susan Link                | 2017–2018                             |
| Jörg Pilawa               | 2017–2018                             |
| Stephanie Stumph          | 2017–2018                             |
| Sebastian Fitzek          | 2021–2022                             |

## Das Gebäude

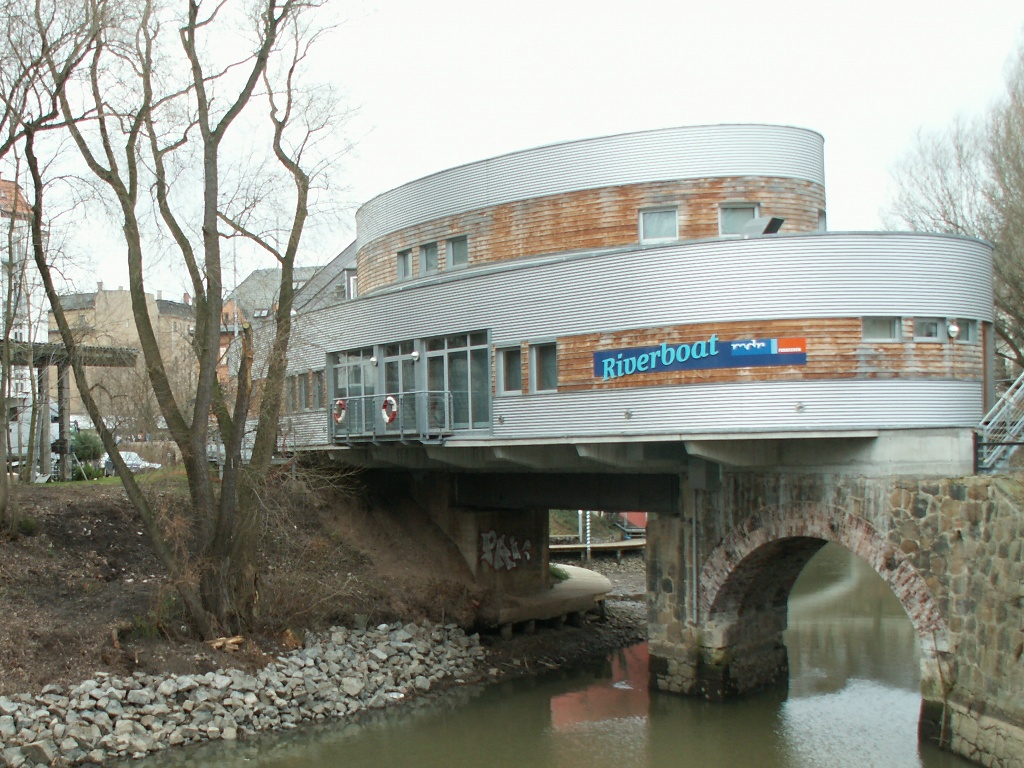
Das Riverboat in Leipzig-Plagwitz (2007)

Der Name der Sendung bezog sich ursprünglich auf die Dresdner Flussschiffe, von denen gesendet wurde, und wurde beibehalten, als das Riverboat, ein Gebäude in Schiffsform, in Leipzig neuer Sendeplatz wurde. Es wurde von dem Leipziger Architekten Manfred Denda auf einer alten Eisenbahnbrücke über dem Karl-Heine-Kanal im Stadtteil Plagwitz errichtet (Investor und Projektentwickler: Rene Gauglitz).
Von 2003 bis 2008 wurde die Sendung in der Riverboat-Bühne produziert, einem Studio in diesem Gebäude. Zeitweilig fanden dort auch Veranstaltungen anderer Künstler statt. Eine geplante Nutzung des Porsche Werkes in Leipzig kam nicht zustande. Anfang 2013 wurde das Riverboat von dem Leipziger Musiker und Gründer der ersten sächsischen Airline SAL Luftverkehr, Uwe Böhme, gekauft. Nach langen Jahren des Leerstands und des Verfalls wurde das Riverboat unter dem Namen Kulturhafen Riverboat wieder für Veranstaltungen aller Art sowie als Tagungszentrum genutzt. Das Vorderhaus des Grundstückes, die Villa Schurich (Villa Rossa), beheimatete eine Musikakademie, eine Musik- und Tanzschule und einen Coworking Space. Mit Beginn des Jahres 2023 erfolgte ein Betreiberwechsel und eine Trennung der Riverboat-Bühne und der Musik- und Tanzschule in zwei unabhängige Firmen.